# نيوتن رامزي كولتر
نيوتن رامزي كولتر هو سياسي كندي، ولد في 30 يوليو 1844 في Sheffield, New Brunswick ‏ في كندا، وتوفي في 6 أبريل 1917. نشط حزبياً في الحزب الليبرالي الكندي. وقد انتخب عضو مجلس العموم الكندي.